# Pędźka rudonoga
Pędźka rudonoga (Dioctria rufipes) – gatunek muchówki z rodziny łowikowatych i podrodziny Stenopogoninae.

## Opis
Ciało długości od 8 do 15 mm (lub od 12 do 14 mm) o smukłym odwłoku, maczugowato rozszerzonym ku tyłowi. Głowa czarna, o wystającym i wysokim wzgórku czułkowym, jasno owłosionych potylicy i głaszczkach, srebrno opylonej twarzy i pasach za oczami, czarno owłosionych czułkach i biało owłosionej reszcie. Broda jasna i skąpa. Śródplecze, podobnie jak tarczka, gęsto i żółto owłosione, opatrzone szaro opylonymi pręgami w przedniej części. Tułów czarny z szaro opyloną zatarczką i trzema przepaskami barwy srebrnej po bokach. Samica ma czarne, a samiec żółte przezmianki. Na odnóżach obecne barwy od żółtej do ciemnobrunatnej, brak jednak czarnej. Odwłok czarny, u samca z elementami żółtymi, których u samicy prawie brak. Samiec ma odgięte na zewnątrz styli.

## Rozprzestrzenienie
W Europie wykazana z Austrii, Belgii, Bułgarii, Czech, Danii, Estonii, Francji, Holandii, byłej Jugosławii, Niemiec, Polski, Rumunii, Rosji, Słowacji, Szwecji, Szwajcarii, Węgier, Wielkiej Brytanii i Włoch. Poza Europą podawana z Bliskiego Wschodu i wschodniej Palearktyki. W Polsce występuje od maja do czerwca na izolowanych, głównie kserotermicznych stanowiskach.